# Shchi
Shchi (ruso щи, pronunciado como [ɕːi]) es una sopa con col como ingrediente principal. Es muy popular en la gastronomía de Rusia y de los países del Este de Europa. Una variante de esta sopa elaborada con acedera se denominaba en Rusia como shchi verde (Зелёные щи, zelyonye shchi). 

## Elaboración
Generalmente se elabora con col o sauerkraut así como otros vegetales de invierno; puede añadirse carne. El shchi elaborado con sauerkraut tiene un sabor ácido y por esta razón se denomina shchi ácido. Generalmente se sirve con smetana antes de su degustación. Existe un dicho popular ruso que dice: "Щи да каша - пища наша" (shchi da kasha - pishcha nasha): "Shchi y kasha son nuestros alimentos básicos”.